# Tophoek
In de zeilvaart is de tophoek de bovenste hoek van het zeil. 
De term wordt gehanteerd op zowel gaffelgetuigde als topgetuigde schepen. 
- Bij een topgetuigd schip is dat de hoek aan de bovenkant van een zeil, de hoek tussen het voorlijk en het achterlijk.
- Bij een gaffelgetuigd schip is het de hoek aan de punt van de gaffel, de hoogste hoek, de hoek tussen het achterlijk en het bovenlijk.

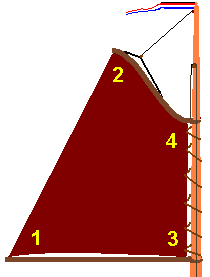
De vier hoeken van een gaffelgetuigd zeil
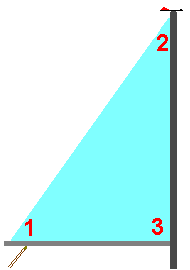
De hoeken van een topgetuigd zeil

De hoeken van een zeil:
1. schoothoek
2. tophoek
3. halshoek
4. klauwhoek